# Arblade-le-Haut
Arblade-le-Haut település Franciaországban, Gers megyében. Lakosainak száma 319 fő (2022. január 1.). Arblade-le-Haut Caupenne-d’Armagnac, Lanne-Soubiran, Magnan, Nogaro, Saint-Griède, Saint-Martin-d’Armagnac, Sorbets és Urgosse községekkel határos.

## Népesség
A település népességének változása:
| Lakosok száma | 246  | 261  | 260  | 275  | 293  | 291  | 309  | 322  | 328  | 319  |
|               | 1968 | 1982 | 1990 | 2006 | 2013 | 2015 | 2017 | 2019 | 2020 | 2022 |